# Ataque ao Boulder Pearl Street Mall em 2025
O ataque ao Boulder Pearl Street Mall em 2025 foi um incidente de incêndio criminoso ocorrido em 1º de junho de 2025, em Boulder, Colorado, Estados Unidos, quando um suspeito armado supostamente atacou participantes de uma caminhada de solidariedade usando coquetéis molotov, deixando várias pessoas feridas. Posteriormente, o Federal Bureau of Investigation (FBI) confirmou que o caso estava sendo investigado como um ataque terrorista direcionado.

## Antecedentes
O incidente ocorreu por volta das 13h27. MDT, durante uma caminhada pacífica organizada por um grupo chamado Run For Their Lives, que tinha como objetivo mostrar solidariedade aos reféns israelenses supostamente mantidos em Gaza. A caminhada começou na Pearl Street com a 8th Street, passou pelo Pearl Street Mall e incluiu uma apresentação de vídeo programada no antigo Tribunal do Condado de Boulder. De acordo com os organizadores, o evento não era um protesto, mas uma marcha não violenta com o objetivo de pedir a libertação dos reféns na guerra de Gaza.

## Ataque
Testemunhas relataram que um homem sem camisa jogou coquetéis molotov nos participantes da caminhada perto da 13th Street e da Pearl Street. Miri Kornfeld, organizadora da StandWithUs, que realiza caminhadas semanais para aumentar a conscientização sobre os reféns israelenses, disse à 9NEWS que, quando chegaram, um homem estava esperando lá e jogou garrafas em cinco pessoas, incluindo uma mulher que ficou gravemente queimada e teve que rolar no chão para apagar o fogo. Testemunhas afirmaram que o agressor gritou “Fim aos sionistas”, “A Palestina é livre” e “Eles são assassinos, quantas crianças vocês mataram” durante o ataque. Vídeos e fotos da cena mostraram danos causados pelo fogo na calçada e pelo menos uma pessoa sendo levada em uma maca.  O chefe da polícia Stephen Redfearn disse que há várias equipes ainda trabalhando no centro de Boulder “limpando a área em busca de dispositivos”. Ele também acrescentou que há cães farejadores e esquadrões antibomba na área, e que eles querem garantir que a área esteja segura antes de reabri-la. A UCHealth confirmou que o Hospital da Universidade do Colorado recebeu dois pacientes vítimas do ataque.
As equipes de emergência evacuaram os quarteirões 1200, 1300 e 1400 da Pearl Street, entre as ruas Walnut e Pine, enquanto a polícia isolava a área. O Departamento de Polícia de Boulder divulgou um comunicado nas redes sociais pedindo às pessoas que evitassem a área.
Um suspeito adulto do sexo masculino foi detido no local.

## Vítimas
O FBI confirmou em uma coletiva de imprensa que seis pessoas com idades entre 67 e 88 anos ficaram feridas, incluindo uma em estado grave, e que o autor do crime, identificado como Mohamed Sabry Soliman, também ficou ferido e foi levado ao hospital. Eles também confirmaram que o autor do crime usou um lança-chamas improvisado e um dispositivo incendiário.

## Investigação
Mais tarde, no mesmo dia, o diretor do FBI, Kash Patel, descreveu o incidente como um “ataque terrorista direcionado”, confirmando que o FBI estava investigando ativamente junto com as autoridades locais. O chefe da polícia de Boulder, Stephen Redfearn, afirmou em sua primeira coletiva que não está preparado para classificar a situação como um “ataque terrorista direcionado”. O vice-diretor do FBI, Dan Bongino, disse que o ataque está sendo investigado como um ato de terrorismo motivado por ideologia.